# Internet Governance Forum

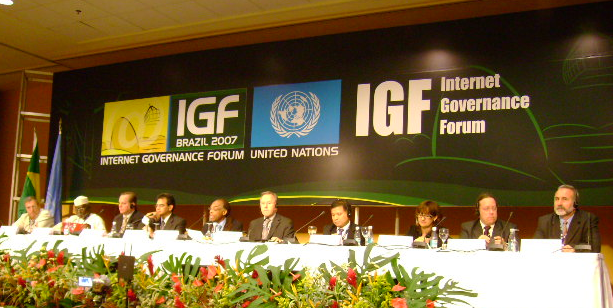
Un meeting dell'Internet Governance Forum a Rio de Janeiro, nel 2007

L'Internet Governance Forum (IGF) è un forum multilaterale nel quale vengono dibattuti i problemi riguardanti la Internet Governance.
Esso riunisce tutti i soggetti interessati al dibattito, siano che essi rappresentano un governo, il settore privato o dei semplici cittadini. I dibattiti avvengono su base paritaria, attraverso un dibattito aperto e inclusivo, seguendo i principi del multilateralismo, del multi-stakeholder, di democrazia e trasparenza. L'istituzione del IGF è stato formalmente annunciato dal Segretario generale delle Nazioni Unite nel luglio del 2006 ed è stato convocato per la prima volta nei mese di ottobre e novembre del 2006.
L'IGF non ha poteri decisionali, ma è teso in particolare a favorire la creazione di gruppi di lavoro aperti informali che elaborano proposte sulle diverse tematiche sottoposte all'attenzione dei partecipanti. L'adozione delle proposte è esclusivamente su base volontaria. In tale contesto, l'IGF quindi può quindi emanare Raccomandazioni.